# غوسفاتنه
غوسفاتنه (بالنرويجية: Gusvatnet) هي بحيرة تقع في بلدية ليرن في مقاطعة نور تروندلاغ، النرويج. تبلغ مساحتها 4.02 كيلومتر مربع (1.55 ميل مربع)، وتتدفق المياه من البحيرة إلى نهر كوسلفا، والذي يجري على بُعد مسافة قصيرة من البحيرة الأكبر لينغلنغن.

## وصلات خارجية
http://aroundguides.com/18654588